# Evanjelický kazateľ
Evanjelický kazateľ egy szlovák nyelven megjelenő egyházi, evangélikus lap volt a Magyar Királyságban, később Csehszlovákiában. Liptószentmiklóson a Tranoscius Társaság adta ki 1905 és 1935 között kéthavonta. Főszerkesztője kezdetben Juraj Janoška evangélikus lelkész volt, a későbbiekben pedig Dušan Fajnor evangélikus püspök.